# Davide Quartarone
Davide Quartarone (Ragusa, 29 aprile 1986) è un pallavolista italiano.
Gioca nel ruolo di palleggiatore nella Stadium Pallavolo Mirandola